# X Singles
Az X Singles az X Japan japán heavymetal-együttes válogatásalbuma, mely 1993. november 21-én jelent meg a Ki/oon kiadásában. Az albumon az X néven a Sonynál kiadott kislemezek dalai hallhatóak. A lemez 2. helyezett volt az Oricon slágerlistáján és 35 hétig szerepelt rajta. 1998-ban az eladott példányok száma meghaladta az egymilliót. 2014-ben a Sony Music Japan kiadta a lemez újramaszterelt változatát.

## Számlista
1. Kurenai
2. 20th Century Boy (Live) (T. Rex-feldolgozás)
3. Endless Rain
4. X (Live Version)
5. Week End (New Arrange Version)
6. Endless Rain (Live Version)
7. Silent Jealousy
8. Sadistic Desire (New Version)
9. Standing Sex
10. Joker (Edited Version)
11. Say Anything
12. Silent Jealousy (Live Version)